# На дивних берегах
 «На дивних берегах» (англ. On Stranger Tides) — роман у жанрі фентезі письменника Тіма Пауерса. Роман був номінований на Всесвітню премію фентезі за найкращий роман,  і посів друге місце у щорічній премії «Локус» за кращий роман фентезі. 
Книга надихнула Рона Гілберта на створення серії ігор Monkey Island,    а також лягла в основу сценарію фільму «Пірати Карибського моря: На дивних берегах», четвертої частини саги. 

## Сюжет
У книзі описуються пригоди Джона Шанданьяка (іменованого коротко Джек Шенді), що відправився в Новий Світ після смерті свого батька-лялькаря, щоб протистояти своєму дядькові, який присвоїв їх його спадщину. Під час подорожі він знайомиться з Бет Харвуд і її батьком, Бенджаменом Харвудом, професором Оксфорда. Їх корабель піддається піратському захопленню — професор і його помічник вбивають капітана, а Джона змушують перейти в піратську команду. Професор таємно збирається вбити свою дочку, щоб з допомогою магії Фонтану Молодості та пірата на ім'я Чорна Борода повернути собі загиблу дружину. Джон повинен зупинити їх і врятувати Бет.

## Відгуки
Роман отримав позитивні відгуки від Орсона Скотт Карда,  а також від Дейвіда Ленгфорда і Джека Адріана. 

## Вплив
Кім Ньюман запозичив ім'я головного героя книги — Шанданьяк — для одного з персонажів свого роману «Anno Dracula»,   а Рон Гілберт під впливом книги та антуражу атракціону «Пірати Карибського моря» створив серію ігор Monkey Island.

## Екранізація
Основна стаття: Пірати Карибського моря: На дивних берегах

11 вересня 2009 року компанія Дісней анонсувала назва нового фільму: «On Stranger Tides». Тоді Тім Пауерс продав права на книгу компанії.  Сюжет фільму схожий з вмістом роману, але місце головного героя у фільмі посів Джек Горобець. При цьому, як зазначав сам автор книги, Джек Горобець і Джон Шанданьяк не мають нічого спільного — це два абсолютно різних персонажа. 